# Хумулешть (Румунія)
Хумулешть, Хумулешті (рум. Humulești) — село у повіті Нямц в Румунії. Адміністративно підпорядковане місту Тиргу-Нямц.
Село розташоване на відстані 307 км на північ від Бухареста, 30 км на північ від П'ятра-Нямца, 93 км на захід від Ясс.

## Населення
За даними перепису населення 2002 року у селі проживали 3659 осіб.
Національний склад населення села:
| Національність | Кількість осіб | Відсоток |
| -------------- | -------------- | -------- |
| румуни         | 3393           | 92,7%    |
| цигани         | 265            | 7,2%     |

Рідною мовою назвали:
| Мова      | Кількість осіб | Відсоток |
| --------- | -------------- | -------- |
| румунська | 3418           | 93,4%    |
| циганська | 239            | 6,5%     |